# Хронологія квантових обчислень
Ця стаття — хронологія квантових обчислень.

## 1970-ті

### 1970
- Стівен Візнер винаходить спряжене кодування[1].

### 1973
- Олександр Холево публікує роботу, де показує, що n кубітів можуть зберігати не більше, ніж n бітів класичної інформації (границя Холево)[2].
- Чарльз Беннетт показує, що універсальні обчислення можна зробити логічно оборотними[3].

### 1975
- У роботі Романа Поплавського показується, що внаслідок принципу суперпозиції неможливо моделювати квантові системи на класичному комп'ютері[4].

### 1976
- Польський математик і фізик Роман Станіслав Інґарден публікує важливу роботу, яка є однією з перших спроб побудувати квантову теорію інформації[5]. У цій роботі показано, що хоча теорію інформації Шеннона неможливо безпосередньо узагальнити на квантовий випадок, можна побудувати квантову теорію інформації на основі формалізму квантової механіки відкритих систем і узагальненої концепції спостережуваних (т.з. напівспостережувані, semi-observables). Така квантова теорія інформації буде узагальненням теорії Шеннона.

## 1980-ті

### 1980
- Юрій Манін вперше пропонує ідею квантових обчислень[6].
- Томмазо Тоффолі[en] пропонує оборотний елемент Тоффолі, який разом із елементами NOT і XOR утворює універсальний набір елементів для класичних обчислень[7][8].

### 1981
- Річард Фейнман у своїй промові на Першій конференції з фізики обчислень, що відбулася в травні в МТІ, зазначає, що неможливо ефективно моделювати еволюцію квантової системи на класичному комп'ютері. Він пропонує просту модель квантового комп'ютера, який буде спроможний виконувати таке моделювання[9][10].

### 1982
- Пол Беньов пропонує перший теоретичний опис структури квантового комп'ютера[11].
- Вільям Вуттерс і Войцех Зурек[12], а також незалежно від них Денніс Дікс[13] доводять теорему про неможливість копіювання (no-cloning theorem).

### 1984
- Чарльз Беннетт і Жиль Брассар використовують ідею спряженого кодування Візнера для побудови квантового розподілу криптографічного ключа (протокол BB84)[14].

### 1985
- Девід Дойч дає перший строгий опис квантової машини Тюрінга[15]. Так само, як універсальна машина Тюрінга може ефективно моделювати будь-яку іншу машину Тюрінга, квантова машина Тюрінга може моделювати будь-який інший квантовий комп'ютер із не більш, ніж поліноміальним сповільненням.

## 1990-ті

### 1991
- Артур Екерт вперше використовує квантову сплутаність у механізмі квантового розподілу криптографічного ключа (протокол E91)[16].

### 1993
- Деніел Саймон пропонує задачу, яку можна розв'язати на квантовому комп'ютері експоненційно швидше, ніж на класичному[17]. Основні ідеї, які були впроваджені в цьому алгоритмі, пізніше розвинув Пітер Шор в своєму алгоритмі факторизації.

### 1994
- Пітер Шор винаходить важливий квантовий алгоритм, що швидко факторизує великі числа[18]. Цей алгоритм одночасно розв'язав як задачу факторизації, так і задачу обчислення дискретного логарифма. Безпрецедентна важливість алгоритму Шора полягає в теоретичній можливості зламу багатьох сучасних криптографічних систем, зокрема RSA. Винаходження алгоритму Шора спричинило сплеск інтересу до квантових комп'ютерів у цілому.
- Національний інститут стандартів і технології організовує перший у США державний семінар із квантових обчислень у Ґейтерсберзі, штат Меріленд.
- Хуан Іґнасіо Сірак (університет Кастилія — Ла-Манча) і Петер Цоллер (Інсбрукський університет) пропонують практичну реалізацію квантового елемента CNOT на йонних пастках[19].

### 1995
- В університеті Аризони відбувається перший семінар Міністерства оборони США з квантових обчислень і квантової криптографії, організований фізиками Чарльзом Боуденом, Джонатаном Даулінґом та Генрі Еверіттом.
- Пітер Шор і Роберт Калдербанк, а також незалежно від них Ендрю Стін пропонують перші схеми квантової корекції помилок[20][21][22].
- Крістофер Монро та Девід Вайнленд на основі ідей Сірака й Цоллера експериментально реалізовують логічний елемент CNOT на йонних пастках[23].

### 1996
- Лов Ґровер винаходить алгоритм швидкого пошуку в базі даних (задача перебору)[24]. Хоча його квадратичне прискорення не настільки ефективне як для факторизації, обчислення дискретного логарифма або моделювання фізичних процесів, цей алгоритм можна використовувати для широкого спектра задач. Будь-яку задачу, яку треба було розв'язувати повним перебором, тепер можна розв'язати квадратично швидше.
- Уряд США, зокрема Відділ досліджень Армії США (Army Research Office) та Агентство національної безпеки, оголошує перше публічне запрошення для пропозицій досліджень в галузі квантової інформації.
- Девід Ді Вінченцо формулює набір мінімальних вимог до побудови квантового комп'ютера (критерії Дівінченцо)[25].

### 1997
- Девід Корі, Амр Фахмі й Тімоті Гейвел, а також незалежно від них Нейл Ґершенфельд й Ісаак Чанг публікують перші роботи з реалізації логічних елементів квантового комп'ютера на об'ємному спіновому резонансі, або термічних ансамблях[26][27]. Основою цієї технології є ядерний магнітний резонанс (ЯМР), що споріднює таку машину з апаратом магнітно-резонансної томографії (МРТ).
- Олексій Кітаєв пропонує принципи топологічних квантових обчислень як метод подолання декогеренції[28].
- Деніел Лосс і Девід Ді Вінченцо пропонують модель квантового комп'ютера, де як кубіти використовуються спінові ступені вільності окремих електронів, що замкнені в квантових точках[29].

### 1998
- Перша експериментальна реалізація квантового алгоритму. Розв'язок задачі Дойча на двокубітному квантовому ЯМР-комп'ютері продемонстрували Джонатан Джонс і Мішель Моска в Оксфордському університеті[30], а пізніше — Ісаак Чанг зі співробітниками в Дослідницькому центрі IBM Альмаден, Стенфордському університеті та Массачусетському технологічному інституті[31].

### 1999
- Вперше демонструються трикубітний квантовий комп'ютер і експериментальна реалізація на ньому алгоритму Ґровера[32].
- Семюел Браунштейн із співробітниками показують відсутність сплутаності змішаних станів у будь-яких експериментах із об'ємним ЯМР. Наявність сплутаності чистих станів — необхідна умова для квантового прискорювання обчислень, тому це давало привід вважати ЯМР-комп'ютер у кращому випадку класичним симулятором квантового комп'ютера. Але доти питання про необхідність сплутаності змішаних станів для прискорювання обчислень залишалося відкритим[33].

## 2000-ні

### 2000
- Група Штефана Ґлазера з Мюнхенського технічного університету демонструє робочий 5-кубітний ЯМР-комп'ютер[34].
- В Дослідницькому центрі IBM Альмаден і Стенфордському університеті на 5-кубітному ЯМР-комп'ютері вперше реалізується пошук порядку (частина алгоритму Шора)[35].
- Співробітниками Лос-Аламоської національної лабораторії й Массачусетського технологічного інституту побудований 7-кубітний ЯМР-комп'ютер[36].

### 2001
- У Дослідницькому центрі IBM Альмаден і Стенфордському університеті вперше реалізується алгоритм Шора[37]. Вдалося факторизувати число 15 (розкладено на множники 5 • 3) за допомогою 1018 однакових молекул, кожна з яких містила сім активних ядерних спінів.
- Ной Лінден і Санду Попеску показують, що для роботи великої частини квантових протоколів необхідна квантова сплутаність[38]. Цей результат (разом із роботою Браунштейна 1999 року[33]) поставив під сумнів обґрунтованість квантових обчислень на ЯМР-комп'ютерах.
- Емануель Нілл, Реймонд Лафламм і Жерар Мілберн доводять можливість оптичних квантових обчислень із використанням джерел поодиноких фотонів, лінійних оптичних елементів і детекторів поодиноких фотонів (протокол KLM), відкривши тим самим нову область для експериментального втілення квантових обчислень[39].

### 2002
- ARDA публікує першу версію дорожньої карти квантових обчислень (Quantum computation roadmap [Архівовано 10 серпня 2011 у Wayback Machine.]).

### 2003
- Тодд Піттман із співробітниками (Університет Джонса Гопкінса) та незалежно від них Джеремі О'Браєн із співробітниками (Університет Квінсленда) демонструють логічні елементи CNOT, побудовані на лінійних оптичних елементах[40][41].
- BBN Technologies разом із дослідниками з Бостонського та Гарвардського університетів вводять в експлуатацію DARPA Quantum Network, першу повнофункціональну квантову мережу[42].

### 2004
- В Оксфордському і Йоркському університетах демонструється ЯМР-комп'ютер на чистих станах (використано спінові стани параводню)[43][44].

### 2005
- Група вчених із Іллінойського університету в Урбана-Шампейн демонструють сплутаність одночасно декількох ступенів вільності квантової системи (гіперзаплутаність), тим самим дозволяючи створювати в перспективі декілька кубітів в одній частинці[45].
- Вперше виміряно ємність джозефсонівського переходу; при цьому використано методи, за допомогою яких можна вимірювати стан кубітів, не руйнуючи його[46][47][48].
- Вченими Інституту квантової оптики й квантової інформації Австрійської академії наук анонсовано перший квантовий байт (кубайт)[49].
- Групи Міхаіла Лукіна (Гарвардський університет) й Алекса Кузьміча (Технологічний інститут Джорджії) здійснюють передачу квантової інформації між різною «квантовою пам'яттю» — від атомів до фотонів та навпаки[50][51].

### 2006
- Джон Мортон і Саймон Бенджамін із факультету матеріалознавства Оксфордського університету продемонстрували «скорострільний» метод квантової корекції помилок (bang-bang method) на замкненому у С60-фулерені кубіті: кубіт неодноразово обстрілюється мікрохвильовим імпульсом, що повністю змінює характер взаємодії кубіта із середовищем, але дозволяє зберегти стан кубіта[52].
- Дослідники з Іллінойського університету в Урбана-Шампейн використовують квантовий ефект Зенона, здійснюючи повторювані вимірювання властивостей фотона для поступової їх зміни, що фактично не дозволяє фотонові виконувати потрібний алгоритм, для пошуку у базі даних без власне «запуску» квантового комп'ютера[53].
- Влатко Вєдрал із університету Лідса разом із колегами з університету Порту та Віденського університету виявили, що фотони у звичайному лазері можна заплутати за допомоги вібрацій макроскопічного дзеркала (незалежно від температури дзеркала)[54].
- Семюел Браунштейн із Йоркського університету разом із дослідниками з Токійського університету та Агенції з науки та технологій Японії вперше провів експериментальну демонстрацію квантового телеклонування[55].
- Співробітники Шеффілдського університету розробили метод високоефективного генерування та керування окремими фотонами за кімнатної температури[56].
- Група Джона Мартініса з Каліфорнійського університету розробила новий метод квантової корекції помилок для комп'ютера на джозефсонівських контактах[57].
- Реймонд Лафламм із колегами з університету Ватерлоо, МТІ та Інституту теоретичної фізики Периметр протестували перший 12-кубітний квантовий комп'ютер[58].
- Девід Вайнленд із співробітниками розробили двовимірну йонну пастку[59].
- Важливий крок до створення квантових вентилів: групі співробітників Боннського університету під керуванням Арно Раушенбойтеля та Дітера Мешеда вперше вдалося вишикувати сім атомів у стійку пряму лінію за допомоги лазерного пінцета[60].
- Група Лівена Вандерсайпена з Делфтського технологічного університету (Нідерланди) сконструювала прилад для керування електронними станами «спін вниз» та «спін вгору» у квантових точках[61].
- Групою Чжиміна Вана та Ґреґорі Саламо з Арканзаського університету створено молекули з квантових точок[62].
- Дімітрій Кульчер, Роланд Уінклер та Крістіан Лехнер розробляють нову теорію, яка демонструє можливість контролювання спіну частинки без використання надпровідних магнітів, що стає важливим кроком у розвитку спінтроніки[63] та побудові квантового комп'ютера[64].
- Група Юджина Ползіка з Копенгагенського університету реалізовує квантову телепортацію між фотонами та атомами[65].
- Сет Ллойд разом із колегами з університету Камерино розвивають теорію заплутаності макроскопічних об'єктів, яка дає можливість використання «ретрансляторів» (quantum repeaters) у квантовому комп'ютері[66].
- Тай-Чан Чіан із Іллінойського університету в Урбана-Шампейн показує існування квантової когеренції в несумірних електронних системах[67].
- Група Крістофа Боема з університету Юти демонструє для фосфор-кремнієвого квантового комп'ютера можливість зчитування даних, що закодовані в ядерних спінах[68].

### 2007
- Створено хвилевід для видимого світла із діаметром, меншим за довжину світлової хвилі[69].
- Toshiba спільно з Кавендіською лабораторією розробляють світлодіод, що здатний випускати окремі фотони із довжиною хвилі, придатною для оптоволоконної телекомунікації[70].
- Група дослідників з Науково-технічного університету Китаю, Іннсбрукського університету та Гайдельберзького університету демонструють багатокомпонентну квантову заплутаність на шести фотонах, експериментально реалізувавши стан Ґрінберґера — Горна — Цайлінґера та кластерний стан, який фактично є реалізацією однобічного квантового комп'ютера[71].
- Група Ґерхарда Ремпе з Інституту квантової оптики імені Макса Планка реалізувала однофотонний сервер на одному нейтральному атомі, ефективно поєднавши захоплення атома у резонаторі за допомогою його охолодження та генерацію окремих фотонів таким чином, що побудований сервер здатний передавати до 300 000 фотонів за 30 секунд[72].
- Група дослідників з Віденського університету та університету Квінз доповідає про першу експериментальну реалізацію алгоритму Дойча на кластерних станах[73].
- Група Майкла Пеппера із колегами розробляють квантову «помпу», що здатна рухати окремі електрони та невеличкі групи електронів уздовж нанодроту за допомоги пульсуючого електростатичного поля[74].
- Група Міхаіла Лукіна із колегами розробляють квантовий регістр на NV-центрах в алмазі[75].
- Науковці з Делфтського технологічного університету (Нідерланди) реалізовують вентиль CNOT на парі надпровідних кубітів[76].
- Група Девіда Вейсса з університету штату Пенсильванія демонструє замикання 250 нейтральних атомів цезію в тривимірній оптичній ґратці й отримує зображення цієї структури та її двовимірних зрізів[77].
- Науковці з Лондонського центру нанотехнологій та університету штату Флорида пропонують використовувати атом нітрогену, замкненого у С60-фулерені, в умовах сильних магнітних полів та низьких температур, що дозволяє ефективно маніпулювати як електронним, так і ядерним спіном, утворюючи одночасно два кубіти[78].
- Деніел Лосс та Ларс Самюельсон із колегами вимірюють величину спін-орбітальної взаємодії двох електронів на InAs-нанодроті[79].
- Вітторіо Джованетті, Сет Ллойд і Лоренцо Макконе пропонують модель оперативної пам'яті для квантового комп'ютера[80].
- Науковці з Гарвардського університету та Інституту Нільса Бора розробляють теоретичну модель однофотонного транзистора[81].
- Група Девіда Мьорінга з Мічиганського університету демонструє квантову заплутаність на далекій відстані[82].
- Групи Ендрю Уайта з університету Квінсленда і Чао-Ян Лу з Науково-технічного університету Китаю незалежно одна від одної реалізовують алгоритм Шора на фотонному квантовому комп'ютері[83][84].
- Група дослідників із Єльського університету доповідає про розробку квантової шини для передачі інформації між кубітами[85].
- Група Реймонда Сіммондса з Національного інституту стандартів і технології розробляє квантовий кабель для з'єднання кубітів між собою[86].
- Науковці з університету штату Флорида розробляють новий матеріал, що являє собою сполуку калію, ніобію та кисню з легованими іонами хрому, які виступають у ролі спінових кубітів, і є кандидатом на роль базової обчислювальної складової квантового комп'ютера, яку в класичному комп'ютері відіграє кремній[87].
- Toshiba спільно з Кавендіською лабораторією реалізовують елемент квантової пам'яті на спіновому стані окремого електрона у напівпровідниковій квантовій точці, зберігши у ньому циркулярну поляризацію оптичного поля[88].
- Групи Іва Коломба і Тільмана Есслінґера незалежно одна від одної розробляють прототип елемента квантової пам'яті із використанням конденсата Бозе-Ейнштейна всередині оптичного резонатора, який дозволяє ефективно захоплювати фотони з окремою довжиною хвилі[89][90].
- D-Wave Systems заявляє про розробку функціонуючого 28-кубітного квантового комп'ютера[91].
- Науковці з Рочестерського університету пропонують конструкцію молекулярної пастки, що використовує лазери як магнітно-оптичну пастку для охолодження атомів до мілліонної долі градуса вище абсолютного нуля та їх подальшого групування у молекули, що дає можливість захоплювати ультрахолодні полярні молекули, тим самим знижуючи декогеренцію і збільшуючи швидкість квантових обчислень[92].
- Деніел Лосс із колегами пропонують використовувати квантові точки у графені як спінові кубіти[93].

## 2010-ті

### 2016
- У травні 2016 року IBM запустила IBM Quantum Experience,[94] з п’ятикубітовим квантовим процесором.

### 2017
- У березні 2017 року IBM випустила програмне забезпечення Qiskit[95] щоб допомогти користувачам легше писати код та запускати експерименти на квантовому процесорі та симуляторі.
- Після тривалого процесу налагодження та випробувань у вересні-жовтні 2017 року була проведена відео-конференція із передачею інформації через сплутані квантові стани фотонів між Академією наук Китаю та Академією наук Австрії через дослідницький супутник Micius[96].

### 2019
- У січні 2019  IBM запустила перший комерційний квантовий комп'ютер IBM Q System One.[97]

## 2020-ті

### 2020
- У листопаді 2020 одразу дві команди дослідників запропонували підходи до розв'язання нелінійних диференціальних рівнянь на квантовому комп'ютері. Перший метод[98] спирається на лінеаризацію Карлемана. Другий метод[99] описує нелінійну систему як конденсат Бозе-Ейнштейна і моделює його динаміку.
- У грудні 2020 року команда вчених з Китайського науково-технічного університету (англ. University of Science and Technology of China) повідомила про досягнення ними нового рекорду у створенні оптичних квантових комп'ютерів, побудованих на основі гаусового бозонного семплінгу та досягнення квантової переваги при розв'язанні цієї конкретної задачі[100]. На відміну від інших, даний квантовий комп'ютер не програмований, а призначений для розв'язання однієї задачі[101].